# Trans–novogvinejski jezici
Trans–novogvinejski jezici (TNG) je velika porodica papuanskih jezika koji se govore na Novoj Gvineji i susednim ostrvima. Moguće je da je to treća jezička porodica u svetu po broju jezika. Smatra se da je jezgro porodice uspostavljeno, ali su njegove granice i ukupno članstvo neizvesni. Ovim jezicima govori oko 3 miliona ljudi. Postoje tri glavna predloga za njegovu unutrašnju klasifikaciju.

## Istorija predloga
Iako su papuanski jezici uglavnom slabo dokumentovani, nekoliko ogranaka trans-novogvinejskog je već neko vreme priznato. Elemanske jezike je prvi predložio S. Rej 1907. godine, delove Marinda priznali su Rej i JHP Marej 1918. godine, a jezike Rej obale 1919. godine, ponovo Rej.
Preteča trans-novogvinejske porodice bio je predlog Stivena Vurma iz 1960. o porodici jezika sa gorja Istočne Nove Gvineje. Iako ih je Malkolm Ros razdvojio 2005. godine, došlo je do ujedinjavanja različitih grana onoga što su po prvi put postali trans-novogvinejski jezici, povezujući Ingan, Čimbu-Vagi, Goroku i Kejnantu. (Duna i Kalam su dodati 1971) Zatim su 1970. Klemens Vurhav i Kenet Makelhanon primetili 91 leksičku sličnost između jezičkih porodica Centralne i Južne Nove Gvineje i Finister-Huon porodica, koje su uspostavili nekoliko godina ranije. Iako nisu razradili redovne zvučne korespondencije, te nisu mogli da razlikuju srodnike zbog genealoškog odnosa, srodnike usled pozajmljivanja i slučajne sličnosti, njihovo istraživanje je shvaćeno ozbiljno. Izabrali su naziv trans-novogvinejski jezici, jer je ova nova porodica bila prva koja je obuhvatila Novu Gvineju, od poluostrva Bomberaj u zapadnom Zapadnom Irijanu do poluostrva Hjuon u istočnoj Papua Novoj Gvineji. Oni su takođe primetili moguće srodne porodice u drugim porodicama koje će Vurm kasnije dodati trans-novogvinejske jezike: Vurmovo gorje Istočne Nove Gvineje, Binandere u 'Ptičjem repu' Papua Nove Gvineje i dve porodice koje će Džon Zgragen kasnije (1971, 1975) ujediniti u svojoj stojezičnoju porodici Madang–Adelbert lanca.
Godine 1975, Vurm je prihvatio sugestije Vurhava i Makelhanona o daljim vezama, kao i Zgragenov rad, i postulirao dodatne veze sa, između ostalog, jezicima ostrva Timor zapadno od Nove Gvineje, Angan, Gojlalan, Kojarijan, Dejgan, Eleman, Visel jezera, nekadašnje porodica Dani-Kverba i bivše porodice južno-centralnopapuanskih jezika (koju je on osnovao 1970. godine), proširujući trans-novogvinejski u ogroman jezički red koja je pokrivao veći deo ostrva Nove Gvineje, kao i Timor i susedna ostrva, i obuhvata preko 500 jezika koje govori oko 2 300 000 ljudi. Međutim, deo dokaza za ovo je bio tipološki, a Vurm je izjavio da nije očekivao da će dobro podneti preispitivanja. Iako je zasnovao red na karakterističnim ličnim zamenicama, nekoliko grana nije imalo zamenice koje bi bile zajedničke sa ostatkom porodice, ili su čak imale zamenice vezane za porodice koje nisu trans-novogvinejski jezici, ali su bile uključene, jer su bile gramatički slične ovim jezicima. Druge porodice koje su imale tipične trans-novogvinejske zamenice su isključene, jer nisu ličile na druge trans-novogvinejske porodice po svojoj gramatičkoj strukturi.
Najjači leksički dokaz za bilo koju jezičku porodicu su zajedničke morfološke paradigme, posebno veoma nepravilne ili supletivne paradigme sa vezanom morfologijom, jer su one izuzetno otporne na pozajmice. Na primer, ako su jedine zabeležene nemačke reči bile gut „dobro“ i besser „bolje“, samo to bi bilo dovoljno da pokaže da je nemački najverovatnije povezan sa engleskim. Međutim, zbog velike morfološke složenosti mnogih ppuanskih jezika i lošeg stanja dokumentacije gotovo svih, u Novoj Gvineji ovaj pristup je u suštini ograničen na poređenje zamenica. Ros je rekonstruisao skupove zamenica za Folijeve osnovne porodice i uporedio ove rekonstrukcije, umesto da koristi direktno masovno poređenje svih papuanskih jezika; pokušao da zatim rekonstruiše zamenice predaka proto-trans-novogvinejskog jezika, kao što su *ni „mi“, *ŋgi „vi“, *i „oni“; a zatim je uporedio slabo poduprte grane direktno sa ovom rekonstrukcijom. Porodice su bivale uključene ako su postojala dva očigledna srodna lica. Ako se bilo koji jezik u porodici poklapao, porodica se smatrala podudarnom, što je uveliko povećavalo verovatnoću slučajnih sličnosti, a pošto su oblici množine povezani sa oblicima jednine, podudaranje 1sg i 1pl, iako zadovoljava Rosov zahtev od dva podudaranja, ne predstavlja zapravo dva nezavisna podudaranja, što opet povećava verovatnoću lažnih poklapanja. Pored toga, Ros je računao oblike poput *a kao podudaranje sa 2sg *ga, tako da su  svi računati kao podudaranja sa *ga. I iako se  i  pojavljuju u papuanskim zamenicama na dvostruko većem nivou od njihovog očekivanog pojavljivanja u zamenicama drugde u svetu, oni nisu u korelaciji jedan sa drugim kao što bi bio slučaj da odražavaju jezičku porodicu. To jest, tvrdi se da Rosove zamenice ne podržavaju validnost trans-novogvinejskog i ne otkrivaju koje porodice bi mogle pripadati ovim jezicima.

## Jezici
Većinu trans–novogvinejskih jezika govori samo nekoliko hiljada ljudi, pri čemu sa samo sedam (Melpa, Kaman, Inga, Hali, Zapadni Dejni, Makasi, i Ikari) govori više od 100.000. Jezik sa najviše govornika izvan kopnene Nove Gvineje je Makasi iz Istočnog Timora, sa 100.000 govornika širom istočnog dela zemlje. Inga je najzastupljeniji trans-novogvinejski jezik koji se govori u Novoj Gvineji, sa više od 200.000 govornika. Golin, Sajnasina, Dejni središnje velike doline, Kamano i Bunak imaju između 50.000-100.000 govornika. (Galela iz Halmahere, koji se obično ne klasifikuje kao trans-novogvinejski, takođe ima između 50.000-100.000 govornika.) Svi drugi trans-novogvinejski jezik imaju manje od 50.000 govornika.
Najveća jezička raznolikost u Rosovom trans-novogvinejskom predlogu, a samim tim i možda lokacija proto-trans-novogvinejske domovine, nalazi se u unutrašnjim visoravnima Papue Nove Gvineje, u centralno-istočnim Kordiljerima Nove Gvineje gde je Vurm prvo postavio svoju istočnu novogvinejsku visoravnsku porodicu. Indonežanska Papua i Papuansko poluostrvo Papua Nova Gvineja („ptičji rep“) imaju manji broj i šire proširene grane trans-novogvinejskih jezika, te su ih verovatno naselili govornici ovih jezika nakon što se protojezik raspao.
Ros spekuliše da se porodica trans-novogvinejskih jezika možda proširila sa velikom gustinom naseljenosti koja je rezultat pripitomljavanja taroa, brzo se naseljavajući u planinskim dolinama duž dužine kordiljera, ali se mnogo sporije šireći u malarične nizije, i ne u oblasti kao što je dolina reke Sepik gde su ljudi već imali poljoprivredu jama, što je na taj način podržavalo visoku gustinu naseljenosti. Ros sugeriše da su trans-novogvinejski jezici možda dospeli do svoje zapadne granice, ostrva u blizini Timora, možda pre četiri do 4,5 hiljade godina, pre širenja Austronezijaca na ovu oblast. Rodžer Blenč povezuje širenje trans-novogvinejskih jezika sa pripitomljavanjem banane.

## Literatura
- Pawley, Andrew (1998). „The Trans New Guinea Phylum hypothesis: A reassessment”.  Ур.: Jelle Miedema; Cecilia Odé; Rien A.C. Dam. Perspectives on the Bird's Head of Irian Jaya, Indonesia. Amsterdam: Rodopi. стр. 655—90. ISBN 978-90-420-0644-7. OCLC 41025250.
- Pawley, Andrew (2005). „The chequered career of the Trans New Guinea hypothesis: recent research and its implications”.  Ур.: Andrew Pawley; Robert Attenborough; Robin Hide; Jack Golson. Papuan pasts: cultural, linguistic and biological histories of Papuan-speaking peoples. Canberra: Pacific Linguistics. стр. 67—107. ISBN 0-85883-562-2. OCLC 67292782.
- Wurm, Stephen A. (1975). Papuan languages and the New Guinea linguistic scene: New Guinea area languages and language study 1. Canberra: Dept. of Linguistics, Research School of Pacific Studies, Australian National University. OCLC 37096514. Архивирано из оригинала 20. 06. 2010. г. Приступљено 26. 09. 2021.
- Huber, Juliette (2008). First steps towards a grammar of Makasae: a language of East Timor. LINCOM
- Correia, Aderito (2011). Describing Makasae: a trans-New Guinea language of East Timor (Теза). University of Western Sydney.
- Fogaça, Jessé Silveira (2011). Fonética e fonologia da língua Makasae [Phonetics and phonology of the Makasae language] (Теза) (на језику: португалски). University of Brasília. Архивирано из оригинала 24. 11. 2021. г. Приступљено 24. 11. 2021.
- Fogaça, Jessé Silveira (2015). Aspectos gramaticais da língua makasae de timor-leste : fonologia, morfologia e sintaxe [Grammar aspects of the East Timorese Makasae language: phonology, morphology and syntax] (Теза) (на језику: португалски). University of Brasília. doi:10.26512/2015.11.T.20168 .

## Spoljašnje veze
- TransNewGuinea.org - database of the languages of New Guinea (by Simon Greenhill)
- Timothy Usher's Newguineaworld site Архивирано на веб-сајту  (18. новембар 2021)